# 2007 en athlétisme
Les faits marquants de l'année 2007 en athlétisme

## Événements

### Janvier
- 27 janvier 2007 : à Boston, l'Éthiopienne Tirunesh Dibaba bat son propre record du monde en salle du 5000 mètres en 14 min 27 s 42. Elle améliore ainsi son temps de 14 min 32 s 93 réalisé en 2005, déjà à Boston[1].

### Mars
- 19 mars 2007 : l'Italien Andrea Cionna établit en 2 h 31 min 59 s, à Rome, le record du monde de marathon pour un coureur aveugle[2],[3].

- 24 mars 2007, Championnats du monde de cross-country IAAF 2007 à Mombasa: l'Érythréen Zersenay Tadese s'impose chez les hommes et met fin à la domination depuis 2002 de Kenenisa Bekele. La Néerlandaise Lornah Kiplagat remporte le titre féminin.

### Avril
- 15 avril 2007 : le Qatari Shami Mubarak remporte en 2 h 7 min 17 s, la 31e édition du Marathon de Paris devant l'Ethiopien Melese, vainqueur en 2006. Chez les dames, la victoire est revenue à l'Ethiopienne Tafa Magarsa en  2 h 25 min 6 s.

- 16 avril 2007 : le Kényan Robert Kipkoech Cheruiyot remporte sa troisième victoire au Marathon de Boston. Chez les femmes, victoire de la russe Lidiya Grigoryeva.

- 22 avril 2007 : le Kényan Martin Lel remporte en 2 h 07 min 41 s, sa deuxième victoire au Marathon de Londres, après sa victoire en 2005. Chez les femmes, la chinoise Zhou Chunxiu s'impose en 2 h 20 min 38 s.

### Mai
- 16 mai 2007 : Oscar Pistorius a gagné en appel devant le Tribunal arbitral du sport (TAS) contre la Fédération internationale d'athlétisme (IAAF). L'athlète sud-africain, double amputé des jambes, et qui court avec des prothèses en carbone, souhaite en effet pouvoir participer à des compétitions avec des valides, notamment aux Jeux olympiques.

### Juin
- 15 juin 2007, Golden League 2007: meeting du Bislett à Oslo

record du monde du 5 000 mètres pour l'éthiopienne Meseret Defar qui fait passer celui-ci de 14 min 24 s 53 à 14 min 16 s 63 soit un gain de 8 s 10.
- 24 juin 2007 : Coupe d'Europe des nations d'athlétisme 2007 à  Munich. La France conserve son titre obtenu l'année passée en devançant l'Allemagne au nombre de deuxièmes places chez les hommes. Chez les femmes, victoire de la Russie devant la France qui obtient son meilleur résultat de l'histoire de la compétition.

- 27 juin 2007 :  record du monde à  Ostrava. L'Éthiopien Haile Gebrselassie s'est attaqué au record du monde de l'heure du Mexicain Arturo Barrios datant de 1991. Il s'empare du record en parcourant 21,285 km. Il bat au passage le record du monde du 20 000 mètres dans le temps de 56 min 25 s 98.

### Juillet
- 13 juillet 2007 : lors de la Golden League tenue à Rome, le lanceur de javelot finlandais Tero Pitkämäki a fait une mauvaise rotation du bras ce qui a dévié le javelot dans l'aire du saut en longueur, lequel s'est planté dans le sauteur français Salim Sdiri. Le Français a reçu le javelot à quelques centimètres du foie et a été hospitalisé jusqu'à sa sortie de la clinique Gemelli (Rome), fin juillet.

### Août
- 7 août 2007 : lors du DN Galan à Stockholm, deux performances de très haut niveau sont réalisées : 2,07 m par Blanka Vlašić au saut en hauteur et 43 s 50 par Jeremy Wariner sur 400 m.

- 24 août au 2 septembre 2007 : 11es championnats du monde d'athlétisme au stade Nagai d’Osaka (Japon).

### Septembre
- 9 septembre 2007 : lors de la réunion de Rieti en Italie, le Jamaïcain Asafa Powell bat le record du monde du 100 mètres en 9 s 74/100, améliorant de 3 centièmes l'ancien record, qu'il détenait depuis le 14 juin 2005 à Athènes. Il a bénéficié d'un vent favorable de +1,7 m/s.

### Octobre
- 8 octobre 2007 :  après avoir avoué devant la presse s'être dopée aux stéroïdes pendant les deux années ayant précédé les JO de Sydney en 2000, Marion Jones rend ses médailles acquises à Sydney (3 médailles d'or et 2 de bronze).

- 15 octobre 2007 :  la candidature de Paris a été préférée à celle de Göteborg afin d'accueillir les Championnats d'Europe d'athlétisme en salle 2011. Le Palais omnisports de Paris-Bercy qui a déjà accueilli ceux de 1994 puis les Championnats du monde en 1997, sera le cadre de ces Championnats. Göteborg organisera les Championnats suivants, en 2013[4].

### Novembre
- 6 novembre 2007 : victoire de l'Américain d'origine kényane Paul Tergat lors du marathon de New York. Chez les femmes, victoire de la Lettonne Jelena Prokopcuka.

- 20 novembre 2007 :  le contrôle inopiné et positif à l'érythropoïétine subi le 18 juin 2007 à Monaco, par Jolanda Ceplak et pour lequel, au mois de juillet 2007, elle avait été suspendue durant deux années par l'IAAF, a été confirmé par la Fédération slovène, le 20 novembre 2007, après l'audition de responsables du contrôle antidopage et de deux experts en biochimie[5].

## Compétitions

### Mondiales
| Compétition                                  | Lieu           | Date                   |
| -------------------------------------------- | -------------- | ---------------------- |
| Championnats du monde de cross-country       | Mombasa        | 24 mars                |
| Golden League                                | 6 meetings     | 15 juin - 16 septembre |
| Championnats panaméricains juniors           | São Paulo      | 6 - 8 juillet          |
| Championnats du monde jeunesse               | Ostrava        | 11 - 15 juillet        |
| Festival olympique de la jeunesse européenne | Belgrade       | 22 - 27 juillet        |
| Jeux panaméricains                           | Rio de Janeiro | 22 - 29 juillet        |
| Universiade                                  | Bangkok        | 9 - 14 août            |
| Championnats du monde                        | Osaka          | 24 août - 2 septembre  |
| Finale mondiale de l'athlétisme              | Stuttgart      | 22 - 23 septembre      |
| Championnats du monde de course sur route    | Udine          | 14 octobre             |
| Jeux panarabes                               | Le Caire       | 21 - 24 novembre       |

### Continentales

#### Afrique
| Compétition                    | Lieu        | Date            |
| ------------------------------ | ----------- | --------------- |
| Jeux africains                 | Alger       | 18 - 22 juillet |
| Championnats d'Afrique juniors | Ouagadougou | 9 - 12 août     |

#### Amérique du Nord, centrale et Caraïbes
| Compétition        | Lieu         | Date            |
| ------------------ | ------------ | --------------- |
| Championnats NACAC | San Salvador | 13 - 15 juillet |

#### Amérique du Sud
| Compétition                    | Lieu      | Date       |
| ------------------------------ | --------- | ---------- |
| Championnats d'Amérique du Sud | São Paulo | 7 - 9 juin |

#### Asie
| Compétition              | Lieu  | Date                      |
| ------------------------ | ----- | ------------------------- |
| Championnats d'Asie      | Amman | 10 - 29 juillet           |
| Jeux asiatiques en salle | Macao | 30 octobre - 1er novembre |

#### Europe
| Compétition                                 | Lieu       | Date            |
| ------------------------------------------- | ---------- | --------------- |
| Championnats d'Europe d'athlétisme en salle | Birmingham | 2 - 4 mars      |
| Coupe d'Europe hivernale des lancers        | Yalta      | 17 - 18 mars    |
| Coupe d'Europe des nations                  | Munich     | 23 - 24 juin    |
| Championnats d'Europe espoirs               | Debrecen   | 12 - 15 juillet |
| Championnats d'Europe juniors               | Hengelo    | 19 - 22 juillet |
| Championnats d'Europe de cross-country      | Toro       | 9 décembre      |

## Décès
- 20 janv. : Ali de Vries, 92 ans, athlète néerlandaise (° 9 août 1914).
- 21 janv. : Maria Cioncan, 29 ans, athlète roumaine (° 19 juin 1977).
- 27 janv. : Yang Chuan-kwang (en chinois : 楊傳廣), 73 ans, athlète taiwanais, (° 10 juillet 1933).
- 28 janv. : Yelena Romanova, 43 ans, athlète russe (° 20 mars 1963).
- 6 févr. : Willye White, 67 ans, athlète américaine (° 1er janvier 1939).
- 2 avril : Satymkul Dzhumanazarov, 56 ans, athlète du Kyrgyzstan
- 12 mai : Guido Dold, 44 ans, athlète allemand (° 22 mars 1963)[6].
- 1er août : Veikko Karvonen, 81 ans, athlète finlandais. Médaille de bronze du marathon aux Jeux de Melbourne en 1956. (° 5 janvier 1926).
- 1er octobre : Al Oerter, 71 ans, athlète américain (lancer du disque), champion olympique (1956, 1960, 1964 et 1968). (° 19 septembre 1936).
- 3 novembre : Ryan Shay, 28 ans, athlète américain (° 1979).
- 13 novembre : Robert Taylor, 59 ans, athlète américain (° 1948).
- 26 novembre : Herb McKenley, 85 ans, athlète jamaïcain, champion olympique du relais 4 × 400 mètres (1952). (° 10 juillet 1922).
- 5 décembre : Foekje Dillema, 81 ans, athlète néerlandaise, spécialiste du sprint. Exclue des compétitions au début des années 1950, sous la fausse accusation d'être un homme. (° 18 septembre 1926).